# التراكية (عبس)

تعديل مصدري - تعديل

التراكية هي إحدى قرى عزلة بني عضابي بمديرية عبس التابعة لمحافظة حجة، بلغ تعداد سكانها 30 نسمة حسب تعداد اليمن لعام 2004.